# Dirac-egyenlet
A fizikában a Dirac-egyenlet a relativisztikus kvantummechanika hullámegyenlete, amit Paul Dirac brit fizikus 1928-ban alkotott meg. Az egyenlet az ½ spinű részecskék (mint az elektron) helyes, relativisztikus (a speciális relativitáselmélettel konzisztens) kvantummechanikai mozgásegyenlete. A Dirac-egyenlet mindenféle bővítés nélkül (mint például a Pauli–Schrödinger-egyenlet) magába foglalja a spint, továbbá jóslatot tesz az antirészecskék létezésére. Dirac az elektron antirészecske-párjának, a pozitronnak a kísérleti kimutatásakor, 1933-ban kapott Nobel-díjat.

## Matematikai forma
Dirac eredetileg a következő formában adta meg az egyenletet:
{\displaystyle \left(\beta mc^{2}+\sum _{k=1}^{3}\alpha _{k}p_{k}\,c\right)\psi (\mathbf {x} ,t)=i\hbar {\frac {\partial \psi (\mathbf {x} ,t)}{\partial t}}}
ahol:
m a részecske nyugalmi tömege
c a fénysebesség,
p az impulzus operátora,
{\displaystyle \hbar } a redukált Planck-állandó,
x és t a tér- és időkoordináták.
Az egyenletben megjelenő további tagok a 4x4-es {\displaystyle \alpha _{k}} és {\displaystyle \beta } mátrixok, és {\displaystyle \psi } a Dirac-spinor (négykomponensű  hullámfüggvény). A mátrixok mind hermitikusak (ami mátrixok esetén ugyanaz, minthogy önadjungáltak, továbbá antikommutálnak egymással:
{\displaystyle \alpha _{i}\alpha _{j}=-\alpha _{j}\alpha _{i},\,}
{\displaystyle \alpha _{i}\beta =-\beta \alpha _{i}\,}
ahol i és j különböző indexek 1-től 3-ig.

### Kovariáns alak
A szabad Dirac-egyenlet kovariáns alakja
{\displaystyle i\hbar \gamma ^{\mu }\partial _{\mu }\psi -mc\psi =0,}
ahol a kétszer szereplő indexekre (μ = 0, 1, 2, 3) összegzünk, {\displaystyle \partial _{\mu }=({\frac {1}{c}}\partial _{\mu },\nabla )} a négyesgradiens   és {\displaystyle \gamma _{\mu }} gamma mátrixok vagy Dirac mátrixok. A gamma mátrixok teljesítik a
{\displaystyle \{\gamma ^{\mu },\gamma ^{\nu }\}=\gamma ^{\mu }\gamma ^{\nu }+\gamma ^{\nu }\gamma ^{\mu }=2\eta ^{\mu \nu }}
antikommutációs relációt, ahol {\displaystyle \eta ^{\mu \nu }} a Minkowski-metrika és a {\displaystyle \gamma _{\mu }} mátrixok Clifford-algebrát alkotnak (Dirac-algebra). A {\displaystyle \gamma _{\mu }} operátorokat {\displaystyle 4\times 4} mátrixokkal reprezentáljuk. Explicit alakjuk standard ábrázolásban (Dirac ábrázolás)
{\displaystyle {\begin{aligned}\gamma ^{0}&={\begin{pmatrix}1&0&0&0\\0&1&0&0\\0&0&-1&0\\0&0&0&-1\end{pmatrix}}\quad &\gamma ^{1}&={\begin{pmatrix}0&0&0&1\\0&0&1&0\\0&-1&0&0\\-1&0&0&0\end{pmatrix}}\\\gamma ^{2}&={\begin{pmatrix}0&0&0&-i\\0&0&i&0\\0&i&0&0\\-i&0&0&0\end{pmatrix}}\quad &\gamma ^{3}&={\begin{pmatrix}0&0&1&0\\0&0&0&-1\\-1&0&0&0\\0&1&0&0\end{pmatrix}},\end{aligned}}}
melyek a Pauli-mátrixok és a 2×2 egységmátrix {\displaystyle I_{2}} segítségével a következő alakban írhatók bevezetve a {\displaystyle \gamma ^{5}:=i\gamma ^{0}\gamma ^{1}\gamma ^{2}\gamma ^{3}} mátrixot
{\displaystyle \gamma ^{0}={\begin{pmatrix}I_{2}&0\\0&-I_{2}\end{pmatrix}},\quad \gamma ^{k}={\begin{pmatrix}0&\sigma ^{k}\\-\sigma ^{k}&0\end{pmatrix}},\quad \gamma ^{5}={\begin{pmatrix}0&I_{2}\\I_{2}&0\end{pmatrix}}.}

### Valószínűségi áram megmaradása
Bevezetve a konjugált spinort
{\displaystyle {\bar {\psi }}=\psi ^{\dagger }\gamma ^{0}},
ahol ψ† a hullámfüggvény adjungáltja, valamint felhasználva, hogy
{\displaystyle (\gamma ^{\mu })^{\dagger }\gamma ^{0}=\gamma ^{0}\gamma ^{\mu }\,},
a Dirac-egyenlet konjugálásával valamint jobbról {\displaystyle \gamma _{0}}-lal való beszorzásával előáll a konjugált Dirac-egyenlet
{\displaystyle {\bar {\psi }}(-i\gamma ^{\mu }{\overset {\leftarrow }{\partial _{\mu }}}-m)=0\,}.
A Dirac-egyenletet balról {\displaystyle {\bar {\psi }}}-sal, a konjugált Dirac-egyenletet jobbról {\displaystyle \psi }-vel beszorozva, majd a két egyenletet
összeadva kapjuk, hogy
{\displaystyle \partial _{\mu }\left({\bar {\psi }}\gamma ^{\mu }\psi \right)=0,}
amely a valószínűségi áramsűrűség megmaradását fejezi ki. A valószínűségi áramsűrűség
{\displaystyle j_{\mu }=c{\bar {\psi }}\gamma ^{\mu }\psi },
melynek nulladik komponense a valószínűségi sűrűség
{\displaystyle j^{0}={\bar {\psi }}\gamma ^{0}\psi =\psi ^{\dagger }\psi .}